# Nikola Dudin
Nikola Milanov Dudin (bolgárul: Никола Миланов Дудин; Szófia, 1932. május 18. – 2001. augusztus 8.) bolgár nemzetközi labdarúgó-játékvezető.

## Pályafutása

### Nemzetközi játékvezetés
A Bolgár labdarúgó-szövetség Játékvezető Bizottsága (JB) terjesztette fel nemzetközi játékvezetőnek, a Nemzetközi Labdarúgó-szövetség (FIFA) 1972-től tartotta nyilván bírói keretében. Több nemzetek közötti válogatott és klubmérkőzést vezetett. A bolgár nemzetközi játékvezetők rangsorában, a világbajnokság-Európa-bajnokság sorrendjében a 2. helyet foglalja el 5 találkozó szolgálatával. Az aktív nemzetközi játékvezetéstől 1981-ben búcsúzott. Válogatott mérkőzéseinek száma: 9.

#### Világbajnokság
A világbajnoki döntőhöz vezető úton Argentína bonyolította a XI., az 1978-as labdarúgó-világbajnokságra és Spanyolországba a XII., az 1982-es labdarúgó-világbajnokságra a FIFA JB játékvezetőként alkalmazta.

##### 1978-as labdarúgó-világbajnokság

###### Selejtező mérkőzés
| Időpont           | Helyszín                  | Mérkőzés típusa           | Mérkőzés               | Eredmény | Nézők száma |
| ----------------- | ------------------------- | ------------------------- | ---------------------- | -------- | ----------- |
| 1976. május 23.   | Tsirion Stadion, Limassol | előselejtező (1. csoport) | Ciprus–Dánia           | 1 : 5    | 5 000       |
| 1977. október 15. | Comunale Stadion, Torino  | előselejtező (2. csoport) | Olaszország–Finnország | 6 : 1    | 62 888      |

##### 1978-as labdarúgó-világbajnokság

###### Selejtező mérkőzés
| Időpont          | Helyszín             | Mérkőzés típusa           | Mérkőzés              | Eredmény | Nézők száma |
| ---------------- | -------------------- | ------------------------- | --------------------- | -------- | ----------- |
| 1981. január 28. | GSP Stadion, Nicosia | előselejtező (5. csoport) | Görögország–Luxemburg | 2 : 0    | 14 000      |

#### Európa-bajnokság
Az európai-labdarúgó torna döntőjéhez vezető úton Jugoszláviába az V., az 1976-os labdarúgó-Európa-bajnokságra és Olaszországba a VI., az 1980-as labdarúgó-Európa-bajnokságra az UEFA JB játékvezetőként foglalkoztatta.
| Időpont           | Helyszín                        | Mérkőzés típusa           | Mérkőzés                 | Eredmény | Nézők száma |
| ----------------- | ------------------------------- | ------------------------- | ------------------------ | -------- | ----------- |
| 1975. október 19. | Városi Stadion, Szombathely     | előselejtező (2. csoport) | Magyarország–Luxemburg   | 8 : 1    | 7 503       |
| 1978. október 29. | Kaftatzoglio Stadion, Szaloniki | előselejtező (6. csoport) | Görögország–Magyarország | 4 : 1    | 13 463      |

#### Nemzetközi kupamérkőzések
Vezetett Kupa-döntők száma: 1.

##### Interkontinentális Kupa
Az Interkontinentális kupa egy labdarúgó rendezvény ahol az Európai Labdarúgó-szövetség (UEFA) és a CONMEBOL rendezésében, ahol az európai Bajnokok Ligája győztes és a Dél-amerikai Copa Libertadores győztese játszott egymással oda – vissza alapon mérkőzést minden évben, 1980-tól kezdődően Japánban.
| Időpont           | Helyszín                           | Mérkőzés típusa           | Mérkőzés                                 | Eredmény | Nézők száma |
| ----------------- | ---------------------------------- | ------------------------- | ---------------------------------------- | -------- | ----------- |
| 1978. március 21. | La Bombonera Stadion, Buenos Aires | előselejtező (7. csoport) | CA Boca Juniors–Borussia Mönchengladbach | 2 : 2    | 60 000      |